# Bernâtre
 Bernâtre  es una población y comuna francesa, en la región de Picardía, departamento de Somme, en el distrito de Amiens y cantón de Bernaville.

## Demografía
| 78 | 73 | 58 | 45 | 46 | 47 |
| Para los censos de 1962 a 1999 la población legal corresponde a la población sin duplicidades (Fuente: INSEE [Consultar]) |    |    |    |    |    |